# Акбулак (Жанасемейский район)
Акбулак (каз. Ақбұлақ) — село в Жанасемейском районе Абайской области Казахстана. Административный центр и единственный населённый пункт Акбулакского сельского округа. Код КАТО — 632837100.

## Население
В 1999 году население села составляло 740 человек (354 мужчины и 386 женщин). По данным переписи 2009 года, в селе проживал 421 человек (207 мужчин и 214 женщин).